# 14015 Senancour
14015 Senancour este un asteroid din centura principală de asteroizi.

## Descriere
14015 Senancour este un asteroid din centura principală de asteroizi. A fost descoperit pe 16 ianuarie 1994 la Caussols de Eric Walter Elst și Christian Pollas. Asteroidul prezintă o orbită caracterizată de o semiaxă mare de 3,15 ua, o excentricitate de 0,09 și o înclinație de 6,0° în raport cu ecliptica.